# Lichnanthe defuncta
Lichnanthe defuncta es una especie de coleóptero de la familia Glaphyridae.

## Distribución geográfica
Habita en los estados de Utah y Colorado (Estados Unidos).